# 2008 w polityce
Wydarzenia polityczne w 2008 roku.

## Styczeń
- 1 stycznia:
  - Cypr i Malta przystąpiły do strefy euro, dołączając do 12 krajów starej unii i Słowenii, która weszła do eurolandu 1 stycznia 2007[1].
  - Słowenia – jako pierwszy nowy kraj członkowski – przejęła półroczne przewodnictwo w UE[2].
- 5 stycznia:
  - w Łodzi odbył się kongres założycielski partii Polska Lewica, podczas którego wybrano Leszka Millera na jej szefa[3].
  - w Gruzji odbyły się przedterminowe wybory prezydenckie. Według oficjalnych rezultatów opublikowanych przez Centralną Komisję Wyborczą (CKW) wygrał prezydent Gruzji Micheil Saakaszwili otrzymując 53,38 proc. Gruzińska opozycja ogłosiła, iż wyniki wyborów zostały sfałszowane. Gruzini brali również udział w dwóch referendach. Za wejściem Gruzji do NATO zagłosowało 72,5 proc. uczestników. 69,8 proc. głosujących opowiedziało się za przeprowadzeniem kolejnych wyborów parlamentarnych wiosną tego roku[4][5].
- 6 stycznia – kilka tysięcy Gruzinów protestowało przeciwko wynikom wyborów prezydenckich[6].
- 9 stycznia – parlament Kosowa zaaprobował dawnego przywódcę kosowskiej partyzantki Hashima Thaçiego na stanowisko premiera i zaakceptował skład jego rządu[7].
- 12 stycznia – w Republice Chińskiej odbyły się wybory parlamentarne. Jak poinformowała komisja wyborcza, wygrała je opozycyjna partia Kuomintang (51,2%), która opowiada się za zbliżeniem z Pekinem, zdobywając 81 ze 113 miejsc w parlamencie. Demokratycznej Partii Postępowej (36,9%) przypadło 27 miejsc, natomiast mniejszym sojusznikom Kuomintangu 5 miejsc[8].
- 21 stycznia – Rzeczpospolita opublikowała artykuł Mariusza Kowalewskiego pt. Skandal w magistracie[9]. Tekst zawiera m.in. oskarżenia w stosunku do Czesława Jerzego Małkowskiego o molestowanie podległych mu urzędniczek, a także gwałt na jednej z nich. Początek seksafery w Urzędzie Miasta w Olsztynie[10].
- 28 stycznia – zmarł Suharto, polityk indonezyjski, wojskowy i prezydent Indonezji w latach 1967–1998[11].

## Luty
- 5 lutego – zmarł Stefan Meller, były szef dyplomacji w rządzie Kazimierza Marcinkiewicza[12].
- 17 lutego – parlament Kosowa przyjął przez aklamację (stosunkiem głosów 109-0) deklarację niepodległości tej prowincji od Serbii. W specjalnej sesji nie brało udziału jedenastu przedstawicieli mniejszości narodowych, w tym Serbów. Po głosowaniu przewodniczący parlamentu Jakup Krasniqi oświadczył, że Kosowo jest „niepodległym, suwerennym i demokratycznym państwem”. Władze Serbii od razu zapowiedziały, że nigdy nie uznają tej decyzji[13].
- 19 lutego – Fidel Castro zrezygnował z funkcji prezydenta Kuby[14].
- 26 lutego – Rada Ministrów przyjęła uchwałę o uznaniu niepodległości Kosowa. Tym samym Polska dołączyła do 10 krajów UE (w tym Niemcy, Francja i Wielka Brytania), które uznały jego niepodległość[15].

## Marzec
- 2 marca – odbyły się wybory prezydenckie w Rosji. Wygrał je, popierany przez Władimira Putina, Dmitrij Miedwiediew (70,28%). Lider Komunistycznej Partii Federacji Rosyjskiej Giennadij Ziuganow uzyskał 17,72%, przywódca nacjonalistycznej Liberalno-Demokratycznej Partii Rosji Władimir Żyrinowski – 9,34% głosów, a szef prokremlowskiej Demokratycznej Partii Rosji Andriej Bogdanow – 1,29% głosów. Frekwencja wyniosła 69,78%[16].
- 7 marca – Abchazja, separatystyczna republika na terenie Gruzji, zwróciła się do społeczności międzynarodowej o uznanie jej niepodległości, powołując się na precedens Kosowa[17].
- 11 maja – w rocznice powstania tybetańskiego z 1959 roku Dalajlama skrytykował Pekin za „ponownie wzrastający ucisk ludu tybetańskiego” oraz „ wielokrotne, niewyobrażalne i straszliwe deptanie praw ludzkich”[18].
- 16 maja – w Lhasie stłumiono pokojowe protesty Tybetańczyków. Według Tybetu i Indii podczas tłumienia powstania przez Chińczyków zginęło 80 osób[19].

## Kwiecień
- 3 kwietnia – podczas drugiego dnia szczytu NATO, przywódcy Sojuszu uznali, że Ukraina i Gruzja będą jego członkami. Decyzję tę ostro skrytykował wiceminister spraw zagranicznych Rosji, mówiąc o „wielkim strategicznym błędzie”[20].
- 9 kwietnia – prezydent Polski Lech Kaczyński podpisał ustawę zezwalającą na ratyfikację traktatu lizbońskiego[21].
- 15 kwietnia – kongres prokremlowskiej partii Jedna Rosja wybrał ustępującego prezydenta Rosji Władimira Putina na przewodniczącego ugrupowania[22].
- 25 kwietnia – wybory parlamentarne w Nepalu wygrali Maoiści, którzy zdobyli 36% głosów[23].

## Maj
- 7 maja – zwycięzca marcowych wyborów prezydenckich w Rosji, Dmitrij Miedwiediew, został zaprzysiężony na trzeciego prezydentem w historii Rosji. W swoim inauguracyjnym przemówieniu oświadczył, że za swoje najważniejsze zadanie uważa dalszy rozwój swobód obywatelskich i gospodarczych[24].
- 12 maja – zmarła Irena Sendlerowa, działaczka społeczna, która w czasie II wojny światowej uratowała ok. 2500 żydowskich dzieci, kandydatka do Pokojowej Nagrody Nobla[25].
- 28 maja – w Nepalu zniesiono monarchię[26].
- 31 maja – Grzegorz Napieralski został wybrany nowym szefem Sojuszu Lewicy Demokratycznej, otrzymując 231 głosów. Dotychczasowy przewodniczący SLD Wojciech Olejniczak zdobył ich 210[27].

## Czerwiec
- 12 czerwca – Irlandczycy opowiedzieli się w referendum przeciw przyjęciu traktatu lizbońskiego. Jak oficjalnie podała komisja wyborcza za przyjęciem traktatu głosowało 46,6% głosujących (czyli 752 451 osób), a za odrzuceniem 53,4% (862 415 osób). Frekwencja wyniosła 53,1%[28].
- 23 czerwca – ukazała się w 4-tysięcznym nakładzie wzbudzająca wiele kontrowersji książka historyków IPN Sławomira Cenckiewicza i Piotra Gontarczyka SB a Lech Wałęsa. Przyczynek do biografii, według której Lech Wałęsa w latach 70. był agentem SB zarejestrowanym 29 grudnia 1970 jako TW „Bolek”, a w latach 90., z pomocą m.in. szefa MSW Andrzeja Milczanowskiego, zdekompletował dokumentację SB potwierdzającą współpracę[29].

## Lipiec
- 2 lipca – kolumbijski minister obrony Juan Manuel Santos poinformował, iż uwolniono porwaną byłą kandydatkę na prezydenta Kolumbii Íngrid Betancourt[30].
- 13 lipca – w wypadku samochodowym zginął Bronisław Geremek, eurodeputowany, były minister spraw zagranicznych[31].
- 22 lipca – schwytano wodza bośniackich Serbów Radovana Karadžicia[32].

## Sierpień
- 3 sierpnia – minister obrony narodowej Bogdan Klich poinformował, iż od października przyszłego roku w koszarach polskiego wojska nie będzie już żołnierzy zasadniczej służby wojskowej[33].
- 7 sierpnia – wybuchła wojna w Osetii Południowej – konflikt zbrojny pomiędzy Gruzją a Osetią Południową, Abchazją i Rosją[34].
- 8 sierpnia:
  - gruzińskie oddziały wkroczyły do Cchinwali – stolicy separatystycznej Osetii Południowej[34].
  - o godzinie 9 trzy rosyjskie Su-24 zaatakowały Gruzję. Tego samego dnia do Osetii Południowej dotarło rosyjskie wsparcie wojskowe[34].
- 12 sierpnia – prezydent Gruzji Micheil Saakaszwili zaakceptował francuską propozycję pokoju z Rosją[34].
- 15 sierpnia – Micheil Saakaszwili podpisał porozumienie o zawieszeniu broni pomiędzy Gruzją a Rosją[34].
- 16 sierpnia – zakończyła się wojna w Osetii Południowej[34].
- 18 sierpnia – prezydent Pakistanu Pervez Musharraf podał się do dymisji[35].
- 20 sierpnia – polski minister spraw zagranicznych Radosław Sikorski i amerykańska sekretarz stanu Condoleezza Rice podpisali umowę o budowie tarczy antyrakietowej w Polsce[36].
- 26 sierpnia – Rosja uznała niepodległość Abchazji i Osetii Południowej[34].

## Wrzesień
- 19 września – prezydent Republiki Południowej Afryki Thabo Mbeki podał się do dymisji[37].
- 23 września – Tarō Asō został premierem Japonii[38].

## Październik
- 4 października – zakończyła się misja Polski w Iraku[39].
- 10 października – Pokojową Nagrodę Nobla otrzymał Martti Ahtisaari[40].
- 11 października – zmarł Jörg Haider, austriacki polityk[41].
- 12 października – wybory parlamentarne na Litwie wygrało prawicowe ugrupowanie Związek Ojczyzny – Litewscy Chrześcijańscy Demokraci kierowane przez Andriusa Kubiliusa[42].

## Listopad
- 4 listopada – wybory prezydenckie w Stanach Zjednoczonych wygrał demokrata Barack Obama, który zdobył 52,9% głosów. Obama pokonał republikanina Johna McCaina[43].
- 8 listopada – zmarł Mieczysław Rakowski, były premier Polski, ostatni I sekretarz Polskiej Zjednoczonej Partii Robotniczej, historyk i dziennikarz[44].
- 16 listopada – iracki rząd przyjął Pakt Bezpieczeństwa, gwarantujący wycofanie amerykańskich żołnierzy stacjonujących w Iraku do końca 2011 roku[45].
- 23 listopada – w Gruzji doszło do incydent z udział prezydenta Polski Lecha Kaczyński. Podczas wizyty Lecha Kaczyńskiego w Gruzji, podczas jazdy w kolumnie aut z prezydentem Gruzji Micheilem Saakaszwilim, doszło do strzelaniny[34].

## Grudzień
- 1–12 grudnia – w Poznaniu odbywała się Konferencja Narodów Zjednoczonych w sprawie Zmian Klimatu[46].
- 27 grudnia – w Gazie rozpoczęła się ofensywa wojsk Izraela. W wyniku bombardowań zginęło ok. 300 Palestyńczyków (głównie działaczy Hamasu)[47].